# Никарагуа на Универсиадах
Никарагуа принимает участие в Универсиадах начиная с летней Универсиады 1970 года в Турине. На зимних Универсиадах спортивная делегация Никарагуа на данное время не участвовала ни разу.
На настоящее время (после летней Универсиады 2021 и зимней Универсиады 2023) спортсмены Никарагуа на всех Универсиадах медалей не завоевали.